# Joyce Chepchumba
Joyce Chepchumba (ur. 6 listopada 1970 w Kericho) – kenijska lekkoatletka, specjalizująca się w biegach długodystansowych i biegach marońskich, dwukrotna uczestniczka igrzysk olimpijskich w latach 1996 i 2000, brązowa medalistka olimpijska z 2000 z Sydney, w biegu maratońskim.

## Finały olimpijskie
- 1996 – Atlanta, bieg maratoński – nie ukończyła
- 2000 – Sydney, bieg maratoński – brązowy medal

## Inne osiągnięcia
- 1994 – Budapeszt, mistrzostwa świata w biegach przełajowych – brązowy medal w drużynie
- 1997 – Londyn, maraton londyński – 1. miejsce
- 1997 – Koszyce, mistrzostwa świata w półmaratonie – srebrny medal w drużynie oraz 4. miejsce indywidualnie
- 1998 – Uster, mistrzostwa świata w półmaratonie – złoty medal w drużynie oraz 6. miejsce indywidualnie
- 1998, 1999 – Chicago, maraton chicagowski – dwukrotnie 1. miejsce
- 1999 – Londyn, maraton londyński – 1. miejsce
- 1999 – Palermo, mistrzostwa świata w półmaratonie – złoty medal w drużynie oraz 4. miejsce indywidualnie
- 1999, 2000, 2001, 2004 – Berlin, półmaraton berliński – czterokrotnie 1. miejsce
- 2000 – Tokio, maraton tokijski – 1. miejsce
- 2002 – Nowy Jork, Maraton Nowojorski – 1. miejsce
- 2003 – Paryż, mistrzostwa świata – 7. miejsce w biegu maratońskim
- 2004 – Lizbona, półmaraton lizboński – 1. miejsce

## Rekordy życiowe
- bieg na 800 m – 2:11,2 – 1994
- bieg na 1500 m – 4:24,63 – 1991
- bieg na 5000 m – 15:26,19 – Berlin 01/09/2000
- bieg na 10 000 m – 32:07,50 – Saint-Denis 03/07/1999
- bieg na 10 km – 31:51 – Brunssum 08/04/2001
- bieg na 20 km – 1:05:16 – Alphen aan den Rijn 12/03/2000
- półmaraton – 1:08:18 – Malmö 12/06/2000
- bieg na 25 km – 1:25:14 – Chicago 10/10/2004
- bieg na 30 km – 1:42:36 – Chicago 10/10/2004
- maraton – 2:23:22 – Londyn 18/04/1999